# 塔口庵经幢
塔口庵经幢，位于中国福建省漳州市芗城区大同路北塔庵前，为一个省级文物保护单位，类型为古建筑及历史纪念建筑物，为第三批福建省文物保护单位，公布时间为1991年4月17日。
塔口庵经幢的历史年代为宋绍圣四年(1097年)。幢身下层八面各雕或坐或立、形态各异的佛像一尊;上层南向一面刻楷书直读"宝塔建造于宋绍圣四年丁丑至大明崇祯拾伍年陆月初十日飓风颓坏原任钦差福建中路副总兵王尚忠捐资重造"等字，余七面均刻"南无阿弥陀佛"竖排六字楷书。